# Лі Син У (письменник)
Лі Син У (кор. 이승우, нар. 21 лютого 1959) — корейський письменник.

## Життєпис
Лі Син У народився в окрузі Чанхин, провінція Південна Чолла, Південна Корея в 1959 році. Після закінчення Сеульського теологічного університету, навчався у Вищій школі теології Університету Йонсе. Широко відомий як один із найвидатніших письменників, що з'явилися в Південній Кореї після політичних репресій 1980-х років, нині —професор корейської літератури в Університеті Чосун.
Літературна кар'єра Лі Син У розпочалася з роману «Портрет Ерисихтона», натхненного його шоком від замаху на вбивство Івана Павла ІІ у 1981 році. Цей твір отримав нагороду для нових письменників від щомісячного журналу «Корейська література». У віці двадцяти двох років отримав премію молодих голосів корейської літератури. Є лауреатом низки нагород: премії найпрестижнішого літературного журналу «Сучасна література», премії імені Хвана Сувона, премії імені Лі Сана та ін.

## Твори
У своїх творах Лі Син У піднімає філософські та соціальні теми. Вважає, що письменник не повинен підтримувати ті чи інші політичні та соціальні переконання. «Письменник стоїть на порозі і дивиться в обидва боки. Зайде в будь-яку з кімнат — зрозуміє одних, натомість втратить розуміння інших. Спіткає його зла доля».
У «Портреті Ерисихтона», «У тіні колючих кущів» та «Зворотному боці життя» Лі Син У зосереджується на понятті християнської спокути та її перетині з людським життям, демонструючи, як напруга між небом і землею проявляється у повсякденному житті. В інших працях, зокрема «Припущення щодо лабіринту» та «На той бік світу», йдеться про власні розчарування, спричинене корумпованістю та знеціненням мови.

## Видання

### В перекладі
- Die Ruckseite des Lebens (Horlemann, 1996)
- The Reverse Side of Life (Peter Owen Publishers, 2005)[8]
- La vida secreta de las plantas (Ermitano, 2010)
- 植物たちの私生活 (藤原書店, 2012)
- Тайная жизнь растений (Hyperion, 2013)
- Magnolia Park (ASIA Publishers[en], 2013)[9]
- Ici comme ailleurs (Éditions Gallimard, 2013)
- Prywatne Życie Roślin (Kwiaty Orientu, 2016)
- На чужині (Видавництво Анетти Антоненко, 2024)[10] (укр.)